# Гуалтиери Сикамино
Гуалтиѐри Сикамино̀ (на италиански и на сицилиански: Gualtieri Sicaminò) е село и община в Южна Италия, провинция Месина, автономен регион и остров Сицилия. Разположено е на 80 m надморска височина. Населението на общината е 1848 души (към 2011 г.).